# タブーク州
座標: 北緯28度0分 東経37度0分 / 北緯28.000度 東経37.000度
タブーク州（タブークしゅう、英: TabukまたはTabouk、アラビア語: تبوك)は、サウジアラビアの州。北西海岸部にあり、紅海を挟んでエジプトと向かい合う。面積は108,000 平方キロメートル、人口は886,036人（2022年国勢調査）。州都は同名のタブークである。

## 歴史
タブーク地方は聖書やクルアーンに登場するメイダン (Maydan) 、デダン (Dedan) と比定されており、それが正しければ歴史は3千500年前にまでさかのぼれる。タブークの住民もそれを信じており、聖書の記述に基づいて、自身らをノアの息子ハムの子孫であると称している。1877年にイギリスのロバート・バートンがエジプトの太守イスマーイール・パシャの委嘱を受けて金鉱探査を行い、1937年にはイギリスの探検家ジョン・フィルビーが調査を行い地図を作成した。

## 経済
タブーク州は、バラ、チューリップ、カーネーションなど100種以上の花をヨーロッパに輸出している。

## 隣接州
- アカバ県
- マアーン県
- ジャウフ州
- ハーイル州
- マディーナ州

## 下位行政区画

タブーク州の県

- تبوك (مقر الإمارة) - 中心都市：タブーク
- محافظة الوجه
- محافظة ضباء
- محافظة تيماء
- محافظة أملج
- محافظة حقل
- محافظة البدع

## 主な都市
- タブーク
- タイマー
- ドゥバー
- アル・ワジュ（英語版）
- ハクル（英語版）
- ウムルジ（英語版）
- アル＝バダア（英語版）
- ネオム（開発中）
- アマーラ（英語版）（開発中）